# 布奇·格雷夫斯
小厄尔·G·格雷夫斯（英語：Earl G. Graves Jr.，1962年1月5日—），美国NBA联盟职业篮球运动员。他在1984年的NBA选秀中第3轮第68顺位被费城76人选中。